# Cryptophiale minor
Cryptophiale minor är en svampart som beskrevs av M.L. Farr 1980. Cryptophiale minor ingår i släktet Cryptophiale, divisionen sporsäcksvampar och riket svampar.   Inga underarter finns listade i Catalogue of Life.